# Peter Patton

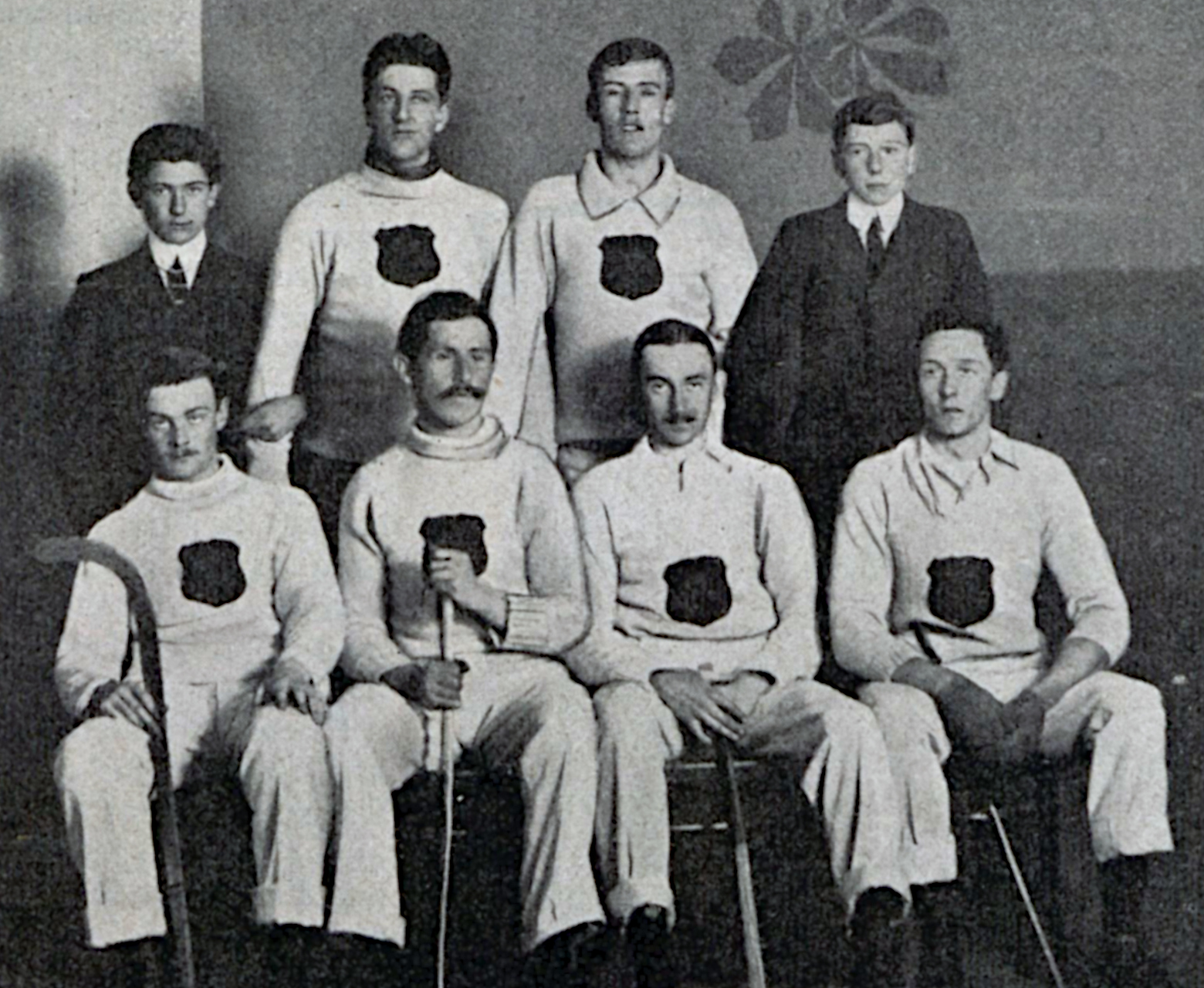
Mannschaft des Princes Ice Hockey Club (Januar 1904), Patton in der vorderen Reihe Zweiter von links

Major Bethune Minet „Peter“ Patton (* 5. März 1876 in London; † 10. April 1939 in Tiverton) war ein britischer Eishockeyspieler (Verteidiger/Torhüter) und -funktionär.

## Karriere
Peter Patton war eine der einflussreichsten Persönlichkeiten des Eishockeys sowohl in Großbritannien, als auch auf europäischer Ebene. Zusammen mit kanadischen Immigranten etablierte er 1903 die erste Eishockeyliga in ganz Europa – die English Ice Hockey League. Diese bestand aus fünf Mannschaften. Mit dem Princes Ice Hockey Club, dessen Gründer und Mannschaftskapitän er war, nahm er zu Beginn des 20. Jahrhunderts an zahlreichen wichtigen internationalen Turnieren teil. Mit der britischen Nationalmannschaft nahm er an der Europameisterschaft 1910 teil, bei der das erste Nationalmannschaftsturnier in der Geschichte des Eishockeys gewann. Zudem trat er mit der englischen Nationalmannschaft in einer Serie von Freundschaftsspielen gegen die Nationalmannschaft Schottlands an. Bei der LIHG-Meisterschaft 1913 belegte er mit Großbritannien den zweiten Platz. Patton, der normalerweise als Verteidiger auflief, stand bei den Olympischen Winterspielen 1924 in Chamonix auf der Position als Eishockeytorwart als Ersatzmann zur Verfügung, wurde schließlich jedoch nicht eingesetzt. Seine aktive Karriere beendete er erst 1930 im Alter von 54 Jahren.
Patton war 1908 entscheidend an der Gründung der Ligue internationale de hockey sur glace (LIHG), der heutigen Internationalen Eishockey-Föderation (IIHF), beteiligt. In den Jahren 1910/11, 1912/13 und 1923/24 war er jeweils als Vizepräsident des Verbands tätig. Im Jahr 1914 war er zudem kurzzeitig dessen Präsident. Von 1914 bis 1934 war er zudem erster Präsident der British Ice Hockey Association. In den 1930er Jahren war er einige zeit Vizepräsident der Eishockeyvereine aus Streatham und Wembley.
Hauptberuflich war Patton, Sohn eines Brigadegenerals, ein Berufssoldat. Während des Ersten Weltkriegs kämpfte er unter anderem von September 1914 bis Mai 1916 in Frankreich. Später wurde er zum Dienst in der serbischen Armee beordert, von der er mit dem Orden des Weißen Adlers ausgezeichnet wurde. Im Jahr 1921 schied er schließlich aus dem Militär aus.
Nach ihm wurde der Patton Cup benannt, eine Trophäe die jährlich an den Gewinner des Spiels zwischen den Herren-Eishockeymannschaften der University of Cambridge und der University of Oxford übergeben wird. Zudem wurde die gleichnamige Trophäe für den Britischen Meister aus dem Jahr 1930 nahm ihm benannt.

## Erfolge und Auszeichnungen
- 1910 Goldmedaille bei der Europameisterschaft
- 1950 Aufnahme in die British Ice Hockey Hall of Fame
- 2002 Aufnahme in die IIHF Hall of Fame